# 孟官
孟官（1523年—？），字惟正，號龍溪，陝西西安府咸寧縣人，民籍，明朝政治人物。

## 生平
嘉靖二十二年（1543年）癸卯科陝西鄉試第三十二名舉人，二十六年（1547年）中式丁未科會試第二百六十六名，三甲第八十三名進士。都察院觀政，授順慶府推官，升戶部主事，升郎中，三十二年（1553年）三月管臨清常盈倉，三十三年（1554年）出為永平府知府，三十六年（1557年）二月以才力不及謫吉州同知，歷升大同府同知、山西按察司僉事、山西按察司副使。

## 家族
曾祖孟琮，府同知；祖父孟仁；父孟思善。母劉氏。具慶下。弟孟寀、孟守。